# Lasioglossum omnipunctatum
Lasioglossum omnipunctatum är en biart som beskrevs av Ebmer 2004. Lasioglossum omnipunctatum ingår i släktet smalbin, och familjen vägbin. Inga underarter finns listade i Catalogue of Life.